# Четатя-Веке
Четатя-Веке (рум. Cetatea Veche) — село у повіті Келераш в Румунії. Входить до складу комуни Спанцов.
Село розташоване на відстані 62 км на південний схід від Бухареста, 45 км на захід від Келераші, 149 км на захід від Констанци.

## Населення
За даними перепису населення 2002 року у селі проживали 888 осіб. Усі жителі села рідною мовою назвали румунську.
Національний склад населення села:
| Національність | Кількість осіб | Відсоток |
| -------------- | -------------- | -------- |
| румуни         | 870            | 98,0%    |
| цигани         | 18             | 2,0%     |